# 8-ма танкова армія (СРСР)
8-ма танкова Червонопрапорна армія (8 ТА, в/ч 57949) — оперативне військове об'єднання в складі збройних сил СРСР, що існувало у 1946―1992 роках. Дислокувалося на території Прикарпатського військового округу, Українська РСР.
В 1956 році частини армії виконували бойові завдання в ході операції «Вихор» в Угорщині. В 1968 році з'єднання армії брали участь в операції «Дунай» в Чехословаччині.
Офіцери та прапорщики з'єднання виконували бойові завдання у війні в Афганістані, боролися з наслідками аварії на Чорнобильській АЕС.
Після розпаду СРСР у 1992 році армія перейшла під юрисдикцію України і увійшла складу Збройних сил України. Невдовзі була переформована на 8-й армійський корпус.

## Історія

### Створення

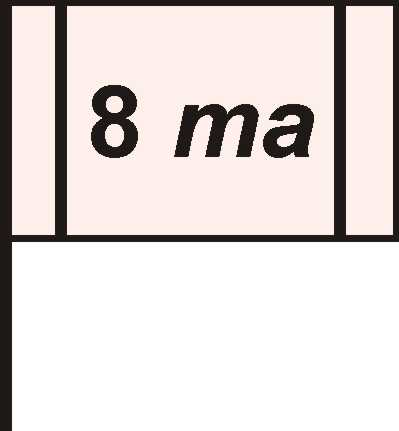
Радянське позначення танкової армії.

6 травня 1946 року, незабаром після завершення Другої світової війни, згідно з Директивою Генерального штабу Збройних сил СРСР на території Прикарпатського військового округу на базі управління 52-ї армії було сформоване управління новоствореної 8-ї механізованої армії. Основою армії, що дислокувалась в Житомирі, стали з'єднання й частини 13-ї й 52-ї армій, які реформувалися. Першим командувачем 8-ї механізованої армії був призначений Герой Радянського Союзу генерал-полковник Микола Пухов. На відміну від шести танкових армій військових років, 8-ма, як і сформована в складі Північної групи військ 7-ма механізована (майбутня 7-ма танкова) Не мали почесного звання гвардійських, тому що не брали участь у війні.
До складу створеної 8-ї механізованої армії увійшли 4 дивізії:
- 23-тя танкова Будапештська Червонопрапорна, ордена Суворова дивізія (Овруч, Коростень, Лугини)
- 31-ша танкова Вісленська Червонопрапорна, орденів Суворова і Богдана Хмельницького дивізія (Жмеринка)
- 11-та гвардійська механізована Рівненська Червонопрапорна, ордена Суворова дивізія (Новоград-Волинський)
- 32-га гвардійська механізована Бердичівська ордена Богдана Хмельницького дивізія (Бердичів)

### Угорська революція
У жовтні 1956 року частини 11-ї гвардійської механізованої Рівненської Червонопрапорної, ордена Суворова дивізії, а також 100-й танковий полк 31-ї танкової Вісленської Червонопрапорної, орденів Суворова і Богдана Хмельницького дивізії взяли участь в придушенні Угорської революції. Під час операції загинуло 44 військовослужбовці.
У квітні 1957 року 8-ма механізована армія стала називатися 8-ю танковою армією. 11-та гвардійська механізована Рівненська Червонопрапорна, ордена Суворова дивізія була переформована в 30-ту гвардійську танкову Рівненську Червонопрапорну, ордена Суворова дивізію, 32-га гвардійська механізована Бердичівська ордена Богдана Хмельницького дивізія — в 41-шу гвардійську мотострілецьку Бердичівську ордена Богдана Хмельницького дивізію.

### Празька весна
У 1960-х в складі армії була сформована армійська ракетна бригада і окремі ракетні дивізіони, які увійшли до складу танкових дивізій. 41-ша гвардійська дивізія стала навчальним з'єднанням Прикарпатського військового округу, а 31-ша танкова дивізія в 1968 р. була введена до Чехословаччини, де залишилася в складі Центральної групи військ. Під час операції загинуло 3 військовослужбовців.
За значні заслуги в захисті Батьківщини, успіхи у бойовій та політичній підготовці у 1974 році Указом Президії Верховної Ради СРСР 8-ма армія була нагороджена орденом Бойового Червоного Прапора.
Особовий склад з'єднання виконував бойові завдання у війні в Афганістані.
На другу половину 1980-х р. в склад 8 ТА входили 23-тя танкова Будапештська й 30-та гвардійська танкова Рівненська дивізії, а також частини армійського підпорядкування.
У квітні 1986 року особовий склад армії був залучений до боротьби з наслідками аварії на Чорнобильській АЕС. За ліквідацію наслідків аварії, інженерна частина об'єднання була нагороджена Перехідним Прапором і Вимпелом Міністра оборони СРСР «За мужність і військову звитягу».
У 1987 році оснащена танками Т-55 23-тя танкова дивізія була перетворена в навчальну танкову дивізію, а в 1989 році — в 6065-ту базу зберігання озброєння та техніки.
На листопад 1990 року 8-ма танкова армія мала у своєму розпорядженні 539 танків Т-55 й Т-72, 151 БМП і БТР, 67 гармат, мінометів і РСЗВ.

### Розпад СРСР
Після розпаду СРСР у 1992 році армія перейшла під юрисдикцію України і увійшла складу Збройних сил України. Невдовзі була переформована на 8-й армійський корпус.

## Структура

### 1990
- Штаб армії — Житомир
- 199-та гвардійська ракетна Дрезденська ордена Олександра Невського бригада, Новоград-Волинський (три дивізіони ТРК 9К79 «Точка»[2], 12 Р-145БМ)
- 138-ма зенітна ракетна бригада, Шепетівка
- 441-й окремий гелікоптерний полк, Коростень (35 Мі-24, 23 Мі-8)
- 513-й окремий гелікоптерний полк, Бердичів (43 Мі-24, 21 Мі-8)
- 18-та окрема гелікоптерна ескадрилья, Житомир (7 Мі-8, 1 Мі-6, 3 Мі-24К, 3 Мі-24Р)
- 379-й окремий полк ДПЛА
- 532-й окремий понтонно-мостовий батальйон, Любомль Волинська область — 1993 р. розформований.
- 1591-й окремий інженерний дорожньо-мостовий батальйон, Новоград-Волинський (6 ІМР-2)
- 93-й окремий полк зв'язку, Житомир (9 Р-145БМ, 2 Р-409Б, 1 Р-156-Б, 1 П-241БТ, 1 ЗС88)
- 54-й окремий розвідувальний батальйон
- 983-й окремий батальйон радіоелектронної боротьби
- 2241-й окремий батальйон радіоелектронної боротьби
- 144-й окремий батальйон хімічного захисту, Новоград-Волинський (5 РХМ-4)
- 88-ма бригада матеріально-технічного забезпечення (штаб)
- 226-й окремий ремонтно-відновлювальний батальйон

бази зберігання армійського підпорядкування
- 6066-та база зберігання майна, Новоград-Волинський (2 ПРП-4, 6 1В18, 2 1В19, 1 Р-145БМ)
- 4606-та база зберігання майна, Житомир (72 МТ-ЛБ, 1 Р-145БМ)
- 6065-та база зберігання майна, Овруч
- 23-тя танкова Будапештська Червонопрапорна, ордена Суворова дивізія, Овруч

З 1989 — 6065-та база зберігання озброєння та техніки (315 Т-55, 38 БМП-1, 15 БРМ-1К, 2 БТР-70, 12 БМ-21 «Град», 13 Р-145БМ, 3 Р-156БТР)
- 30-та гвардійська танкова Рівненська Червонопрапорна, ордена Суворова дивізія, Новоград-Волинський
  - управління (штаб) дивізії (1 ПУ-12)
  - 276-й танковий Могильовський Червонопрапорний полк, Новоград-Волинський (67 Т-72, 8 БМП-2, 2 БРМ-1К, 11 БТР-70)
  - 282-й танковий полк, Новоград-Волинський (67 Т-72, 8 БМП-2, 2 БРМ-1К, 2 БТР-70)
  - 325-й танковий Чаплинсько-Будапештський Червонопрапорний, орденів Кутузова та Богдана Хмельницького полк, Новоград-Волинський (67 Т-72, 8 БМП-2, 2 БРМ-1К, 2 БТР-70)
  - 319-й гвардійський мотострілецький Севастопольський полк, Новоград-Волинський (22 Т-72, 4 БМП-2, 2 БРМ-1К, 2 БТР-70)
  - 855-й самохідно-артилерійський полк, Новоград-Волинський (27 2С3 «Акація», 12 БМ-21 «Град», 3 ПРП-3)
  - 937-й зенітний ракетний полк, Новоград-Волинський
  - 54-й окремий розвідувальний батальйон, Новоград-Волинський (1 Т-72, 8 БМП-2, 7 БРМ-1К, 7 БТР-70, 1 Р-145БМ, 2 Р-156БТР)
  - 214-й окремий батальйон зв'язку, Новоград-Волинський (8 Р-145БМ, 1 Р-137Б)
  - 151-й окремий інженерно-саперний батальйон, Новоград-Волинський (1 ІМР-2, 2 УР-67)
  - 1043-й окремий батальйон матеріально-технічного забезпечення
  - 108-й окремий ремонтно-відновлювальний батальйон
- Всього 224 танки, 51 БМП, 24 БТР, 27 САУ, 16 мінометів, 12 РСЗВ

## Командувачі
- генерал-полковник Пухов Микола Павлович (червень 1946 — лютий 1948)
- генерал-лейтенант танкових військ Корчагін Іван Петрович (лютий 1948 — вересень 1950)
- генерал-лейтенант танкових військ Бурдейний Олексій Семенович (вересень 1950 — листопад 1953)
- генерал-полковник Лелюшенко Дмитро Данилович (листопад 1953 — січень 1956)
- генерал-лейтенант танкових військ Бабаджанян Амазасп Хачатурович (травень 1956 — лютий 1958)
- генерал-лейтенант танкових військ Білик Петро Олексійович (лютий 1958 — травень 1960)
- генерал-майор танковых войск, з травня 1961 року — генерал-лейтенант танкових військ Бісярін Василь Зіновійович (травень 1960 — грудень 1964)
- генерал-лейтенант танкових військ Котов Віктор Пилипович (грудень 1964 — січень 1967)
- генерал-лейтенант Мерімський Віктор Аркадійович (січень 1967 — грудень 1969)
- генерал-лейтенант Ямщиков Олексій Михайлович (грудень 1969 — травень 1972)
- генерал-лейтенант танкових військ Іванов Володимир Іванович (травень 1972 — грудень 1975)
- генерал-майор танкових військ, з жовтня 1977 року — генерал-лейтенант танкових військ Мокрополов Микола Михайлович (грудень 1975 — січень 1979)
- генерал-майор танкових військ Шуральов Володимир Михайлович (січень 1979 — липень 1980)
- генерал-майор, з грудня 1982 року — генерал-лейтенант Суродеєв Сергій Олексійович (липень 1980 — червень 1983)
- генерал-майор Садовников Валентин Павлович (липень 1983 — липень 1985)
- генерал-майор, з лютого 1988 року — генерал-лейтенант Головньов Анатолій Андрійович (липень 1985 — липень 1988)
- генерал-майор, з жовтня 1989 року — генерал-лейтенант Золотов Леонід Сергійович (серпень 1988 — травень 1990)
- генерал-лейтенант Торшин Олексій Михайлович (травень 1990 — червень 1993)